# Dendrolimus superans
Dendrolimus superans is een vlinder uit de familie spinners. De wetenschappelijke naam is voor het eerst geldig gepubliceerd in 1877 door Butler.
De soort komt voor in Europa.